# 아이반 (이란)

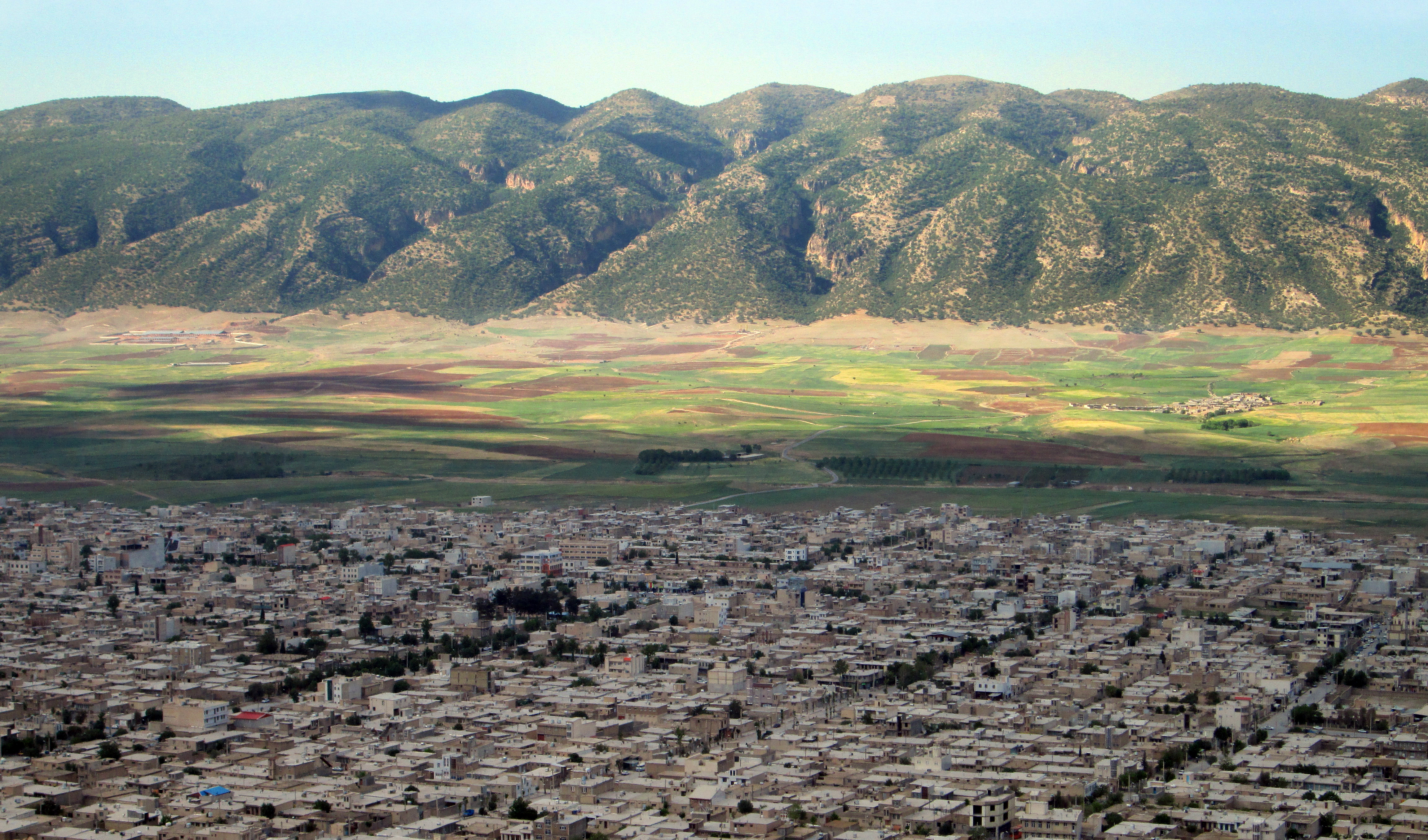

아이반(Eyvan, 페르시아어: ايوان)은 이란 일람주 아이반현 중부에 있는 도시로, 군과 군의 수도이다. 이 도시에는 칼호리 쿠르드어를 사용하는 쿠르드족이 거주하고 있다.

## 인구
2006년 국세조사 당시 도시의 인구는 6,010세대, 27,752명이었다. 2011년에 실시된 다음 인구 조사에서는 7,269가구에 29,400명이 포함되었다. 2016년 인구 조사에서는 도시 인구를 8,808가구, 31,299명으로 측정했다.